# Norra Abborrtjärnen, Hälsingland
Norra Abborrtjärnen är en sjö i Hudiksvalls kommun i Hälsingland och ingår i Delångersåns huvudavrinningsområde. Norra Abborrtjärnen ligger i Stensjön och Lomtjärn Natura 2000-område.